# Coppa del Mondo di sci alpino paralimpico
La Coppa del Mondo di sci alpino paralimpico (World Para Alpine Skiing World Cup, precedentemente chiamata IPC Alpine Skiing World Cup) è un circuito annuale di competizioni di sci alpino paralimpico d'élite, regolato dal Comitato Paralimpico Internazionale (IPC) e dalla Federazione Internazionale di Sci (FIS).
Tenutosi nei comprensori sciistici di Europa, Nord America e Asia orientale, la Coppa del Mondo consiste in gare cronometrate in cinque discipline: slalom speciale, slalom gigante, super G, discesa libera libera e supercombinata. Le medaglie vengono assegnate ai primi tre classificati, uomini e donne, in ciascuna delle tre categorie di disabilità: in piedi, seduti e ipovedenti. Dopo ogni gara, i punti vengono assegnati ai primi 30 sciatori di ogni categoria di disabilità che finiscono entro una certa percentuale del tempo vincente. Vengono assegnati 100 punti al vincitore, 80 al secondo classificato, 60 al terzo e così via, fino a un punto per il 30º classificato. In ogni categoria di disabilità, l'atleta maschile e femminile con il maggior numero di punti alla fine della stagione vince il titolo di Coppa del Mondo assoluto e un grande trofeo di vetro, il globo di cristallo. I globi più piccoli vengono assegnati anche agli atleti con il punteggio totale più alto in ciascuna delle cinque discipline. Inoltre, un trofeo Nations Cup viene assegnato al paese che accumula il punteggio totale più alto.
La Coppa del Mondo si tiene ogni anno ed è considerata una delle massime competizioni di sci agonistico paralimpico, insieme alle Paralimpiadi Invernali (che si tengono ogni quattro anni, in concomitanza con le Olimpiadi Invernali ) e i Campionati mondiali (che dal 2009 si tengono ogni due anni, ma si svolgevano a periodi irregolari prima).
Gli sciatori paralimpici che aspirano a gareggiare in Coppa del Mondo tentano di qualificarsi in uno dei circuiti della Continental Cup: la Coppa Europa (o "Coppa europea") in Europa e la Nor-Am Cup in Nord America.

## Storia
Sebbene le gare di sci paralimpico risalgano alla metà del XX secolo e le prime Paralimpiadi invernali si siano svolte nel 1976, la Coppa del Mondo paralpino è relativamente nuova. Un circuito non ufficiale è iniziato alla fine degli anni '90 e la prima gara di Coppa del Mondo autorizzata dalla FIS si è svolta a Breckenridge, nel Colorado a dicembre 1999, con i primi titoli di Coppa del Mondo assegnati nella primavera del 2000. Nel 2004 l'amministrazione del circuito di Coppa del Mondo e delle gare di sci paralimpico in generale, è passata dalla FIS all'IPC, anche se la FIS è ancora coinvolta in alcuni aspetti del circuito. Ad esempio, un delegato tecnico FIS supervisiona ancora ogni gara.

## Albo d'oro

### Uomini
| Anno      | Categoria seduti    | Categoria in piedi      | Categoria ipovedenti    |
| --------- | ------------------- | ----------------------- | ----------------------- |
| 1999-2000 |                     |                         |                         |
| 2000-2001 |                     |                         |                         |
| 2001-2002 |                     |                         |                         |
| 2002-2003 |                     |                         |                         |
| 2003-2004 |                     |                         |                         |
| 2004-2005 | Martin Braxenthaler | Gerd Schönfelder        | Nicola Berejny          |
| 2005-2006 | Martin Braxenthaler | Gerd Schönfelder        | Chris Williamson        |
| 2006-2007 |                     |                         |                         |
| 2007-2008 |                     |                         |                         |
| 2008-2009 |                     |                         |                         |
| 2009-10   | Martin Braxenthaler |                         | Chris Williamson        |
| 2010-11   | Filippo Bonadimann  | Vincent Gauthier-Manuel | Yon Santacana Maiztegui |
| 2011-2012 | Taiki Mori          | Vincent Gauthier-Manuel | Valerii Redkozubov      |
| 2012-2013 | Takeshi Suzuki      | Aleksej Bugaev          | Yon Santacana Maiztegui |
| 2013-14   | Tyler Walker        | Aleksej Bugaev          | Alessandro Daldos       |
| 2014-15   | Takeshi Suzuki      | Aleksej Bugaev          | MacMarcoux              |
| 2015-16   | Taiki Mori          | Aleksej Bugaev          | Giacomo Bertagnolli     |
| 2016-17   | Taiki Mori          | Marco Salcher           | Miroslav Haraus         |
| 2017-18   | Jesper Pedersen     | Teo Gmur                | Mac Marcoux             |
| 2018-19   | Jesper Pedersen     | Artù Bauchet            | Miroslav Haraus         |
| 2019-2020 | Jesper Pedersen     | Artù Bauchet            | Giacomo Bertagnolli     |
| 2020-21   | Jesper Pedersen     | Artù Bauchet            | Giacinto Deleplace      |
| 2021-22   |                     |                         |                         |

### Donne
| Anno      | Categoria seduti   | Categoria in piedi   | Categoria ipovedenti |
| --------- | ------------------ | -------------------- | -------------------- |
| 1999-2000 |                    |                      |                      |
| 2000-2001 |                    |                      |                      |
| 2001-2002 |                    |                      |                      |
| 2002-2003 |                    |                      |                      |
| 2003-2004 |                    |                      |                      |
| 2004-2005 | Laurie Stephens    | Iveta Chlebáková     | Pascale Casanova     |
| 2005-2006 | Laurie Stephens    | Lauren Woolstencroft | Sabine Gasteiger     |
| 2006-07   |                    |                      |                      |
| 2007-2008 |                    |                      |                      |
| 2008-2009 |                    |                      |                      |
| 2009-10   | Claudia Lösch      |                      | Danelle Umstead      |
| 2010-11   | Claudia Lösch      | Marie Bochet         | Aleksandra Franceva  |
| 2011-2012 | Anna Schaffelhuber | Marie Bochet         | Henrieta Farkašová   |
| 2012-2013 | Anna Schaffelhuber | Andrea Rothfuss      | Aleksandra Franceva  |
| 2013-14   | Anna Schaffelhuber | Marie Bochet         | Danelle Umstead      |
| 2014-15   | Anna Schaffelhuber | Marie Bochet         | Danelle Umstead      |
| 2015-16   | Anna-Lena Forster  | Marie Bochet         | Menna Fitzpatrick    |
| 2016-17   | Anna Schaffelhuber | Andrea Rothfuss      | Henrieta Farkašová   |
| 2017-18   | Claudia Lösch      | Marie Bochet         | Henrieta Farkašová   |
| 2018-19   | Momoka Muraoka     | Marie Bochet         | Menna Fitzpatrick    |
| 2019-2020 | Laurie Stephens    | Marie Bochet         | Noemi Ewa Ristau     |
| 2020-21   | Anna-Lena Forster  | Varvara Vorončichina | Alexandra Rexová     |
| 2021-22   |                    |                      |                      |

### Medagliere
| Vincitori della Coppa del Mondo | Vincitori della Coppa del Mondo | Vincitori della Coppa del Mondo | Vincitori della Coppa del Mondo |
| Anno                            | Complessivamente                | Donne                           | Uomini                          |
| ------------------------------- | ------------------------------- | ------------------------------- | ------------------------------- |
| 1999-2000                       | Stati Uniti                     |                                 |                                 |
| 2000-2001                       | Stati Uniti                     |                                 |                                 |
| 2001-2002                       | Stati Uniti                     |                                 |                                 |
| 2002-2003                       | Austria                         |                                 |                                 |
| 2003-2004                       | Stati Uniti                     |                                 |                                 |
| 2004-2005                       | Stati Uniti                     |                                 |                                 |
| 2005-2006                       | Austria                         |                                 |                                 |
| 2006-07                         |                                 |                                 |                                 |
| 2007-2008                       |                                 |                                 |                                 |
| 2008-2009                       |                                 |                                 |                                 |
| 2009-10                         | Stati Uniti                     |                                 |                                 |
| 2010-11                         | Francia                         |                                 |                                 |
| 2011-2012                       | Stati Uniti                     |                                 |                                 |
| 2012-2013                       | Russia                          |                                 |                                 |
| 2013-14                         | Stati Uniti                     | Stati Uniti                     | Russia                          |
| 2014-15                         | Russia                          | Germania                        | Russia                          |
| 2015-16                         | Stati Uniti                     | Stati Uniti                     | Russia                          |
| 2016-17                         | Stati Uniti                     | Germania                        | Austria                         |
| 2017-18                         | Stati Uniti                     | Germania                        | Stati Uniti                     |
| 2018-19                         | Francia                         | Germania                        | Francia                         |
| 2019-20                         | Russia                          | Germania                        | Francia                         |
| 2020-21                         | Francia                         | Germania                        | Francia                         |
| 2021-22                         |                                 |                                 |                                 |